# Czaple (województwo warmińsko-mazurskie)
Czaple (niem. Zappeln) – wieś w Polsce położona w województwie warmińsko-mazurskim, w powiecie ełckim, w gminie Ełk.
W latach 1975–1998 miejscowość administracyjnie należała do województwa suwalskiego.